# Графское (Донецкая область)
Гра́фское (укр. Графське; до 2016 г. Комсомо́льский, ранее посёлок Великоанадольского лесничества) — посёлок в Волновахском районе Донецкой области на реке Кашлагач (правый приток Мокрые Ялы). Статус пгт с 1961 года. оккупирован Россией.

## Население
Количество — 521 чел. (2001 год). В 1970 — 0,7 тыс. чел., в 1979 — 0,4 тыс. чел., в 1989 — 0,7 тыс. чел., в 1992 — 0,7 тыс. чел., в 1999 — 0,7 тыс. чел., в 2011 — 0,416 тыс. чел.

## Экономика
Великоанадольский лес. Посёлок административно подчинён поселковому совету Благодатного.